# Městské opevnění (Čáslav)
Městské opevnění v Čáslavi patří k nejlépe dochovaným městským opevněním v Čechách a probíhá na obvodu historického jádra města. Skládalo se z hlavní a parkánové hradby, příkopu, valu a dalšího příkopu. Kromě části hradeb se zachovala jedna věž u bývalé Brodské brány, zvaná Otakarova.

## Písemné prameny

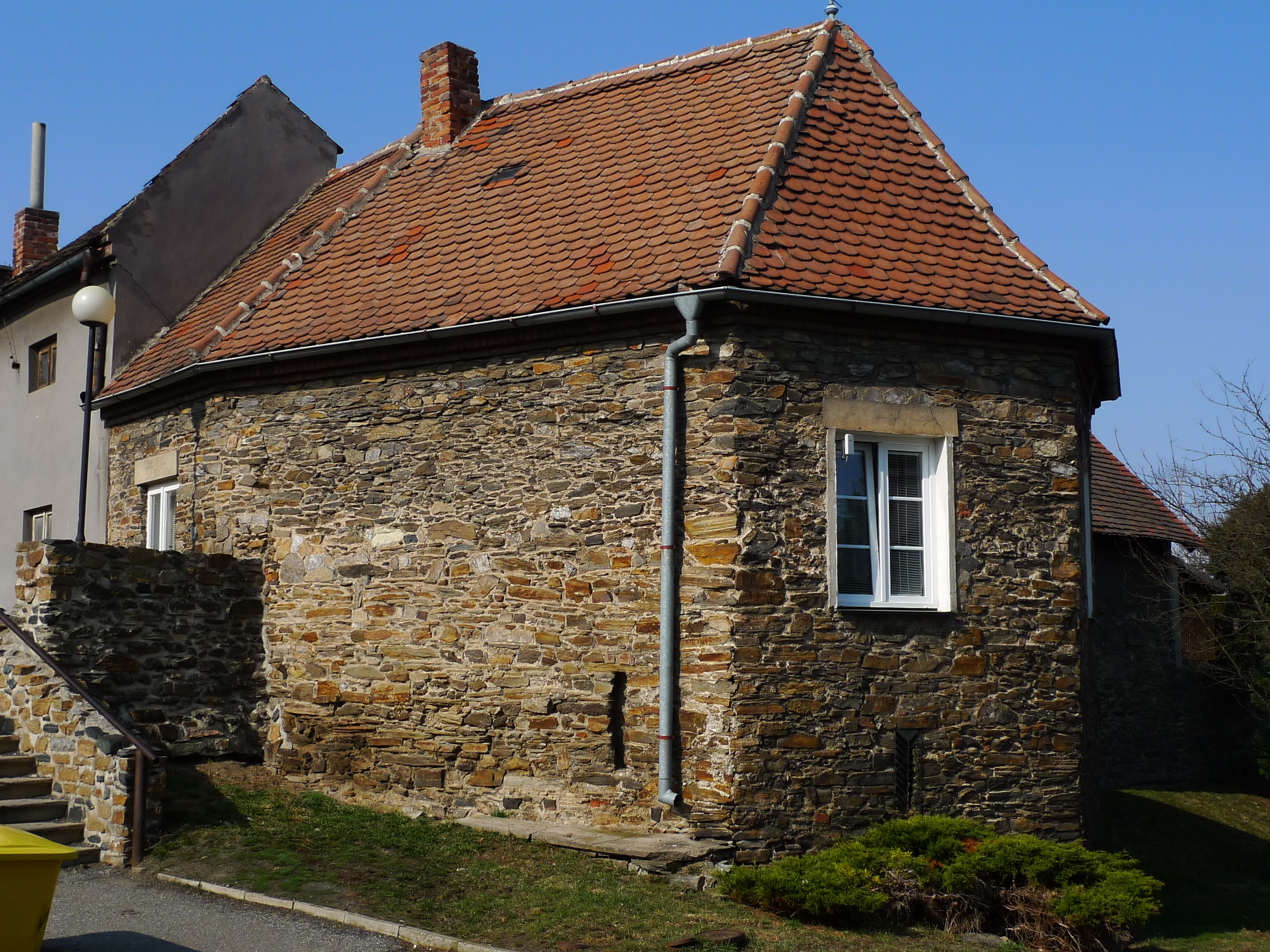
Čáslav, městské opevnění, část jižní bašty

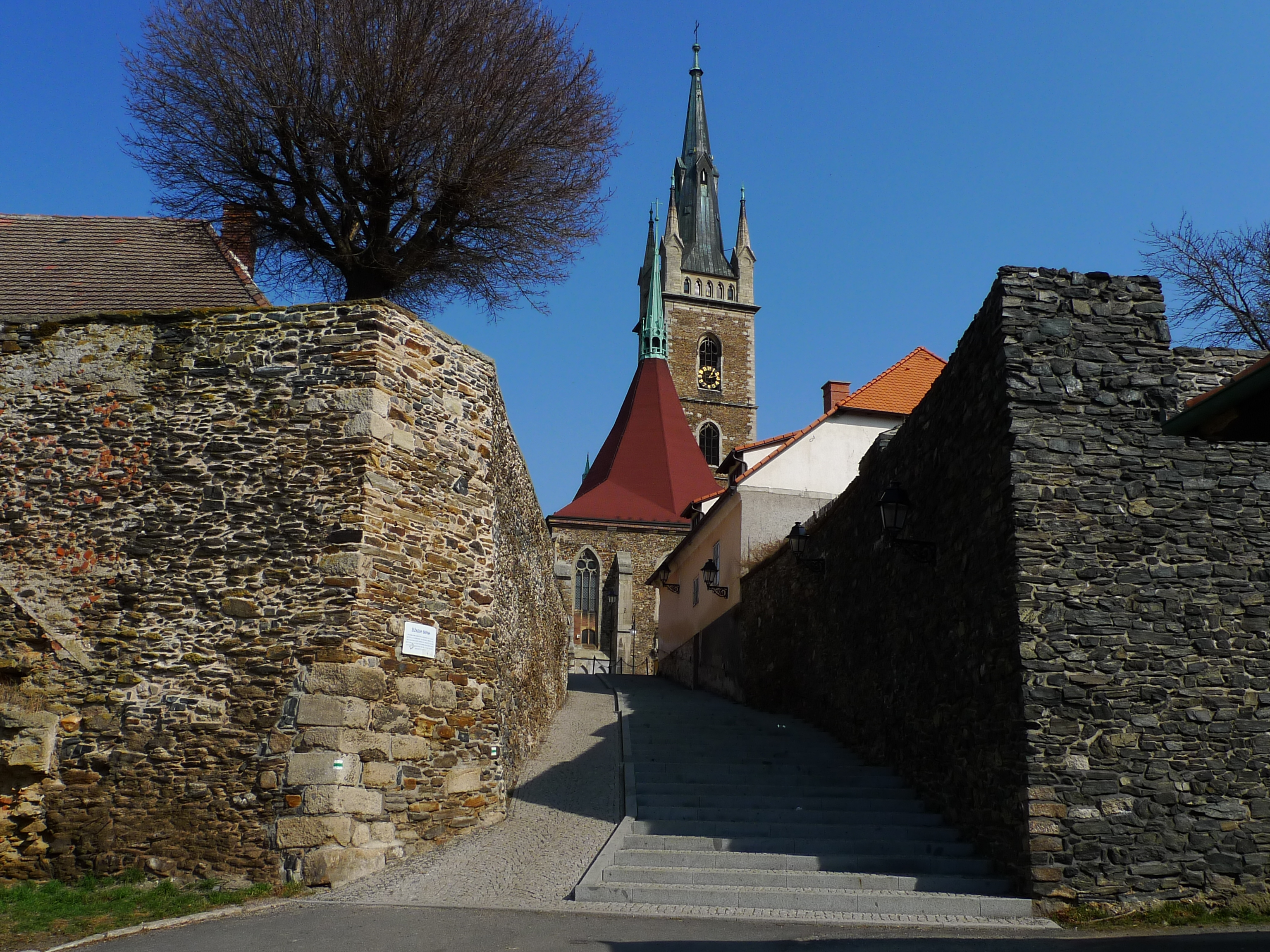
Žižkova brána

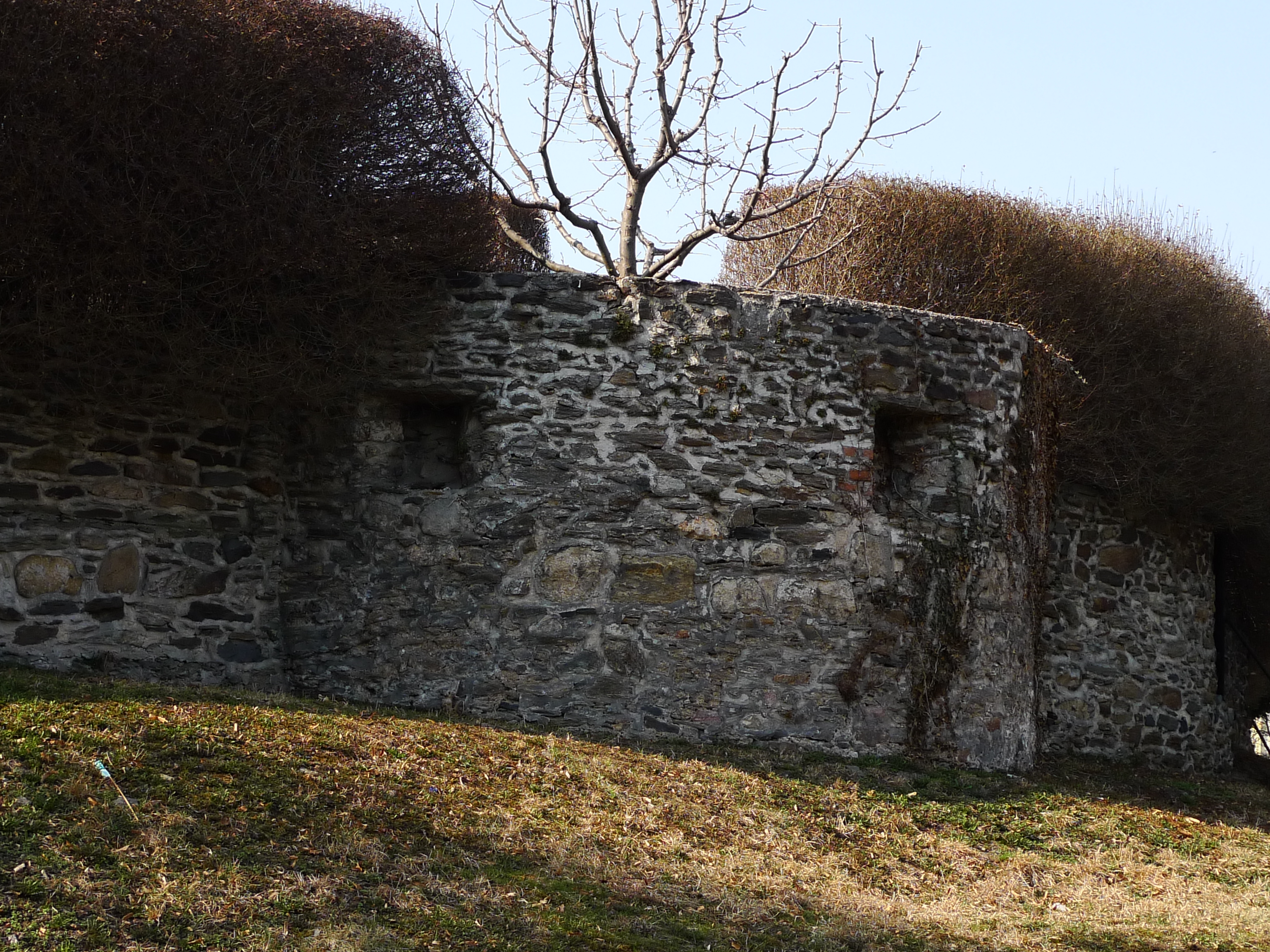
Čáslav, městské opevnění, pohled na část jihovýchodní

O hradbách se dochovaly písemné prameny, další část informací byla zjištěna a objevena při archeologických výzkumech. Nejstarším písemným dokladem je zmínka z roku 1307. Archeologické průzkumy dokládají, že hlavní hradba byla místy založena již v první polovině 13. století. Rovněž parkánová hradba dle archeologických průzkumů byla stavěna koncem 13. a začátkem 14. století.
V novodobé literatuře se opakuje tvrzení, že opevnění bylo posíleno Janem Žižkou v letech 1422–1423, tvrzení nemá oporu v historických písemných pramenech. Pravděpodobně byly v husitské době hradby upraveny včetně bašt. Začátkem 16. století se město stavebně rozvíjelo, zprávy o hradbách jsou z roku 1502.

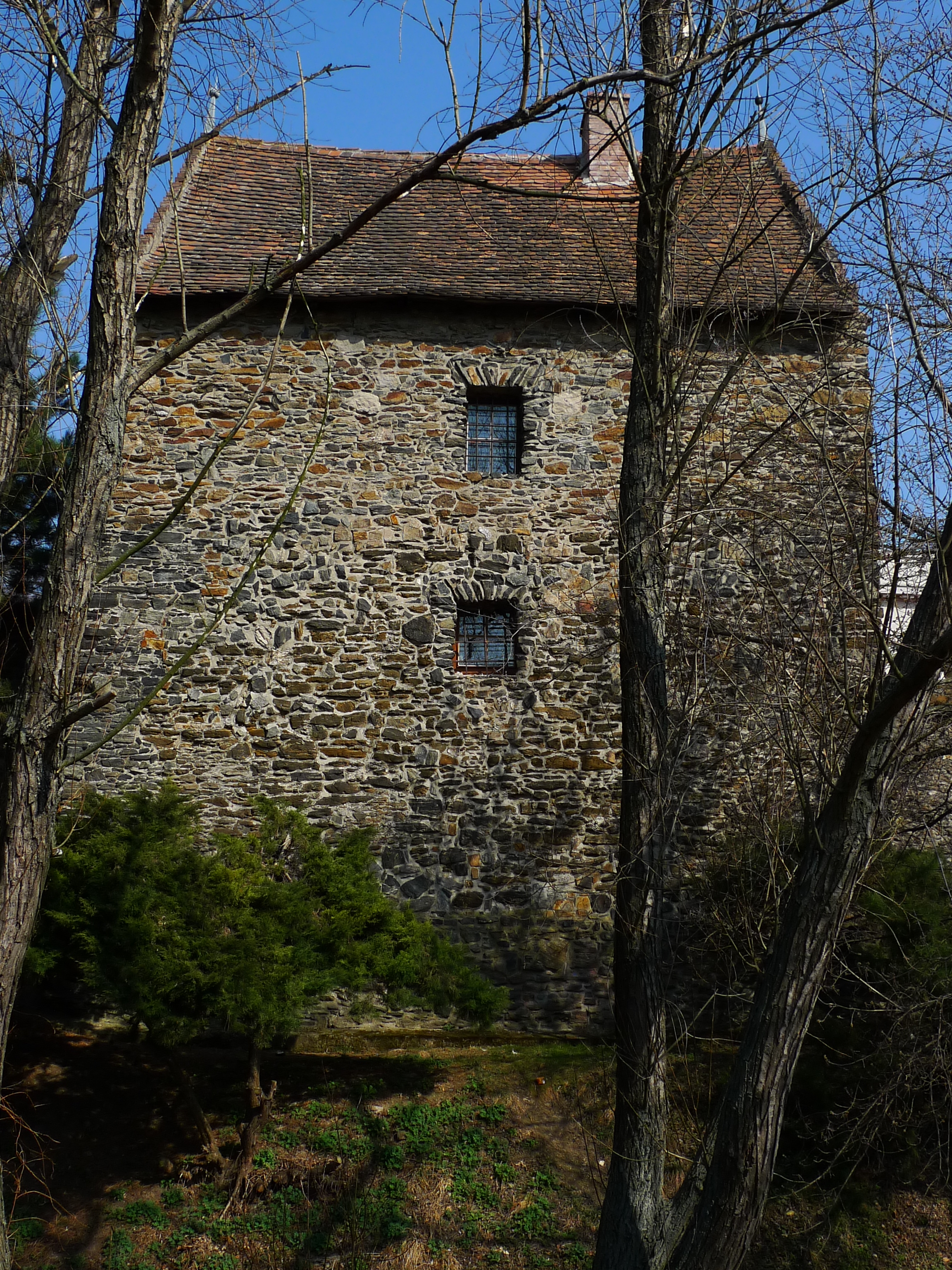
Věž městského opevnění na západě

Městské hradby jsou zobrazeny na vedutě města Čáslavi od Jana Willenberga z roku 1602. V roce 2023 byla část hradeb opravena.

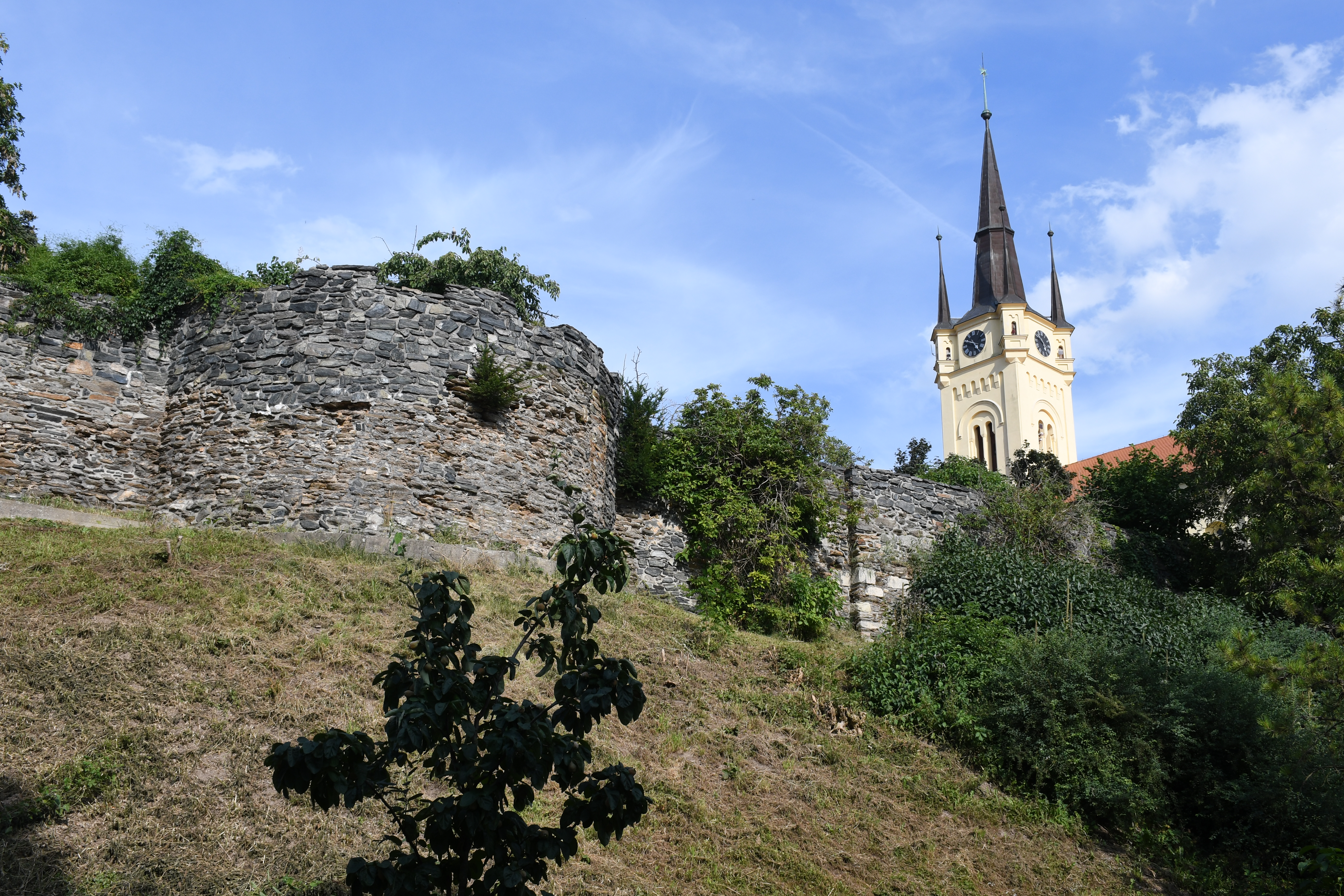
Čáslav, městské opevnění mezi evangelickým kostelem a evangelickou farou

## Architektura hradeb
Systém opevnění se skládal z hlavní a parkánové hradby, příkopu, valu, částečně i z vnější hradby a dalšího příkopu. Základní částí byla hlavní hradba, která se zachovala z velké části její původní délky. Koncem 20. století prošla sanací, při které zanikly horní partie hradby s ochozem. Výjimkou je necelých 16 metrů obvodové zdi u budovy děkanství. Výše hradby od úrovně parkánu zde dosahuje výšky osmi metrů.
Na hlavní hradbu silnou až 250 cm byl použit místní lomový kámen. Hradba se dochovala v různě dlouhých úsecích, nejvíce na západní straně města. Nikde nezůstala dochována původní úroveň ochozu s doloženým cimbuřím.

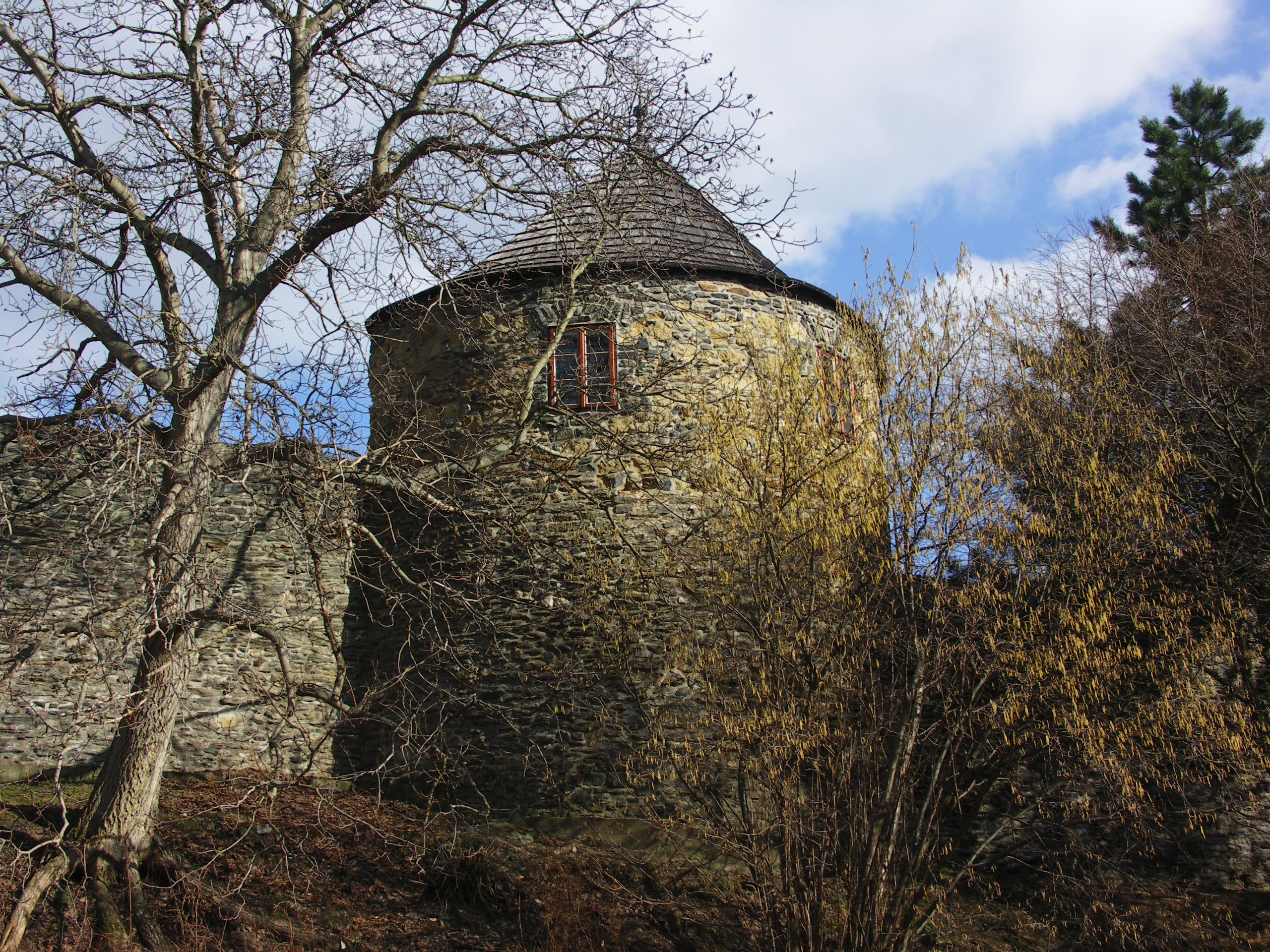
Čáslav, věž západní hradby

Podél hradební zdi byly pravidelně rozmístěny věže. Na mapě Stabilního katastru je zachycena hlavní hradba, z níž lze rekonstruovat původní počet a délky valů (kurtin). Na Willenbergově vedutě jsou dobře viditelné hradby včetně věží, kterých bylo 38 a kurtiny mezi nimi dosahovaly délky 25–30 metrů jen s několika delšími výjimkami na jihozápadní straně, kde bylo město chráněno prudkým svahem nad říčkou Brslenkou. Dochovaných věží je 15 a podle nich lze rekonstruovat původní půdorys věží zaniklých. Věže byly přístupné shora z vnitřní strany hradeb a převyšovaly hradby o jedno podlaží s vrcholovým nekrytým cimbuřím.
Nejviditelnější části hradeb jsou zachovány v ulicích Na Fortně u čp. 188/6, Na Kozinci u čp. 31/8, u několika domů v ulici Přemysla Otakara II., na Komenského náměstí a v ulici Jana Karafiáta mezi evangelickým kostelem a evangelickou farou.

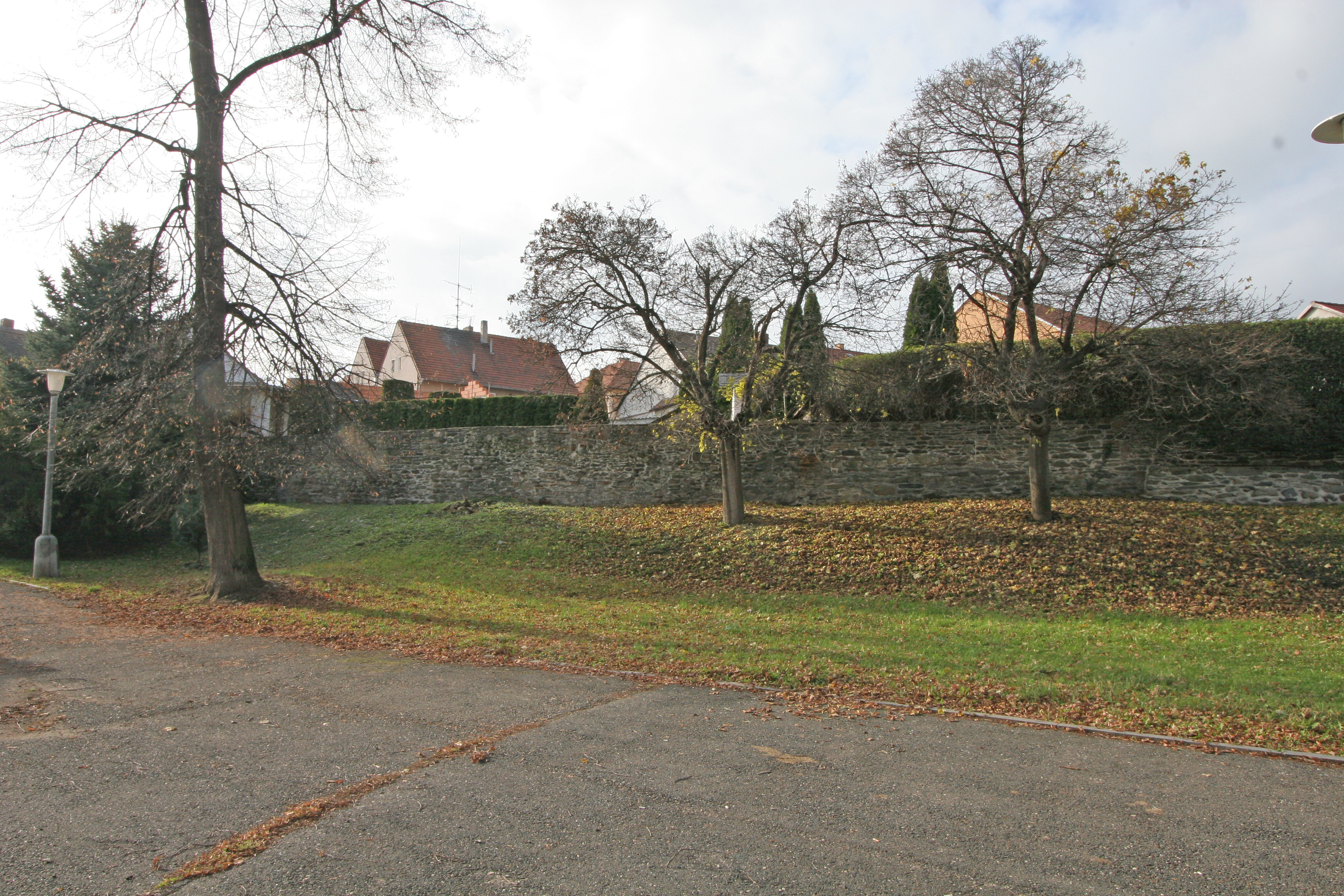
Městské opevnění

Před hlavní hradbou byl ještě 10–15 metrů široký parkán, nejužší byl nad Podměstským rybníkem v místech prudkého svahu. Zvenku byl parkán ohraničen zdí širokou 60–80 cm, té se zachovala jen malá část. Dodatečně byly do vnější hradby vestavěny půlkruhové nebo hranolové bašty v rozestupech 40 až 100 metrů. Před parkánovou zdí byl ještě příkop široký 20–25 metrů a dle geologického průzkumu hluboký asi 4 metry. Na západní straně města nad svahem, pod kterým protéká říčka Brslenka a je Podměstský rybník, vnější hradba nebyla potřeba. Brankou a průrazem v hlavní hradbě zde býval přístup k vodě, oba vstupy jsou doloženy již v roce 1417.
V roce 2023 byly části hradeb u tzv. Žižkovy brány opraveny, hradební zeď byla zajištěna proti pádu a byla zachována její historická autentičnost.

## Městské brány
Již v pramenech ze 14. století jsou uváděny tři vstupní brány: Horská na severovýchodě, Chrudimská na východní straně a Brodská na jihozápadě. Brodská brána byla pravděpodobně nejstarší a byla dostavěna již v první polovině 14. století, což dokládá tvar okénka v prvním patře s lichou malou kružbičkou.
Chrudimská a Brodská brána byly průjezdné oběma směry (dvoudílné). Přední části brány plnily funkci předbraní, čelní stěna brány prostupovala parkánem. Před branou byl most přes příkop. V čele barbakánu byla další hranolová průjezdní věž.

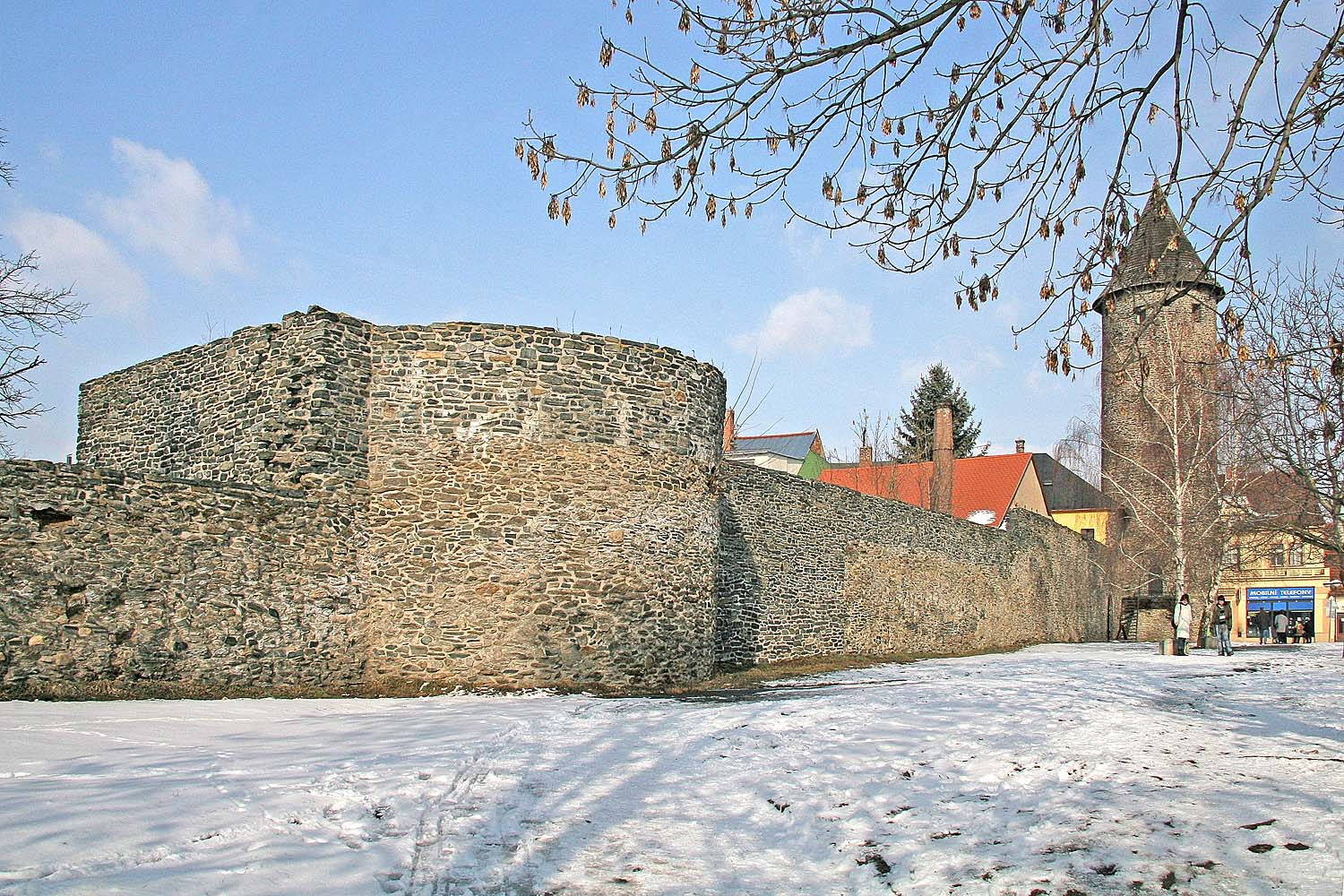
Čáslav, část hradeb s Otakarovou věží

## Památková hodnota
Středověké městské hradby jsou dokladem středověké fortifikační architektury a základní prvek historického urbanismu města. Málokteré královské město v Čechách mělo tak dokonalý systém městských hradeb, které zůstaly tak dobře dochovány, jako v Čáslavi. Z fortifikačního celku se dochovaly úseky hlavní hradby s několika věžemi, úseky parkánové hrady s několika baštami a brankou, úseky příkopu a úseky valu a věž bývalé Brodské brány, věž Otakarova.